# Ibn al-Kalbī
Ibn al-Kalbī, kurz für Hischām ibn Muhammad ibn as-Sā'ib al-Kalbī (arabisch هشام بن محمد بن السائب الكلبي Hischām ibn Muhammad ibn as-Sā'ib al-Kalbī, DMG Hišām bin Muḥammad bin as-Sāʾib al-Kalbī * um 737; † 819 oder 821 in Kufa), war ein arabischer (irakischer) islamischer Historiker und Genealoge.

## Seine Gelehrsamkeit
Er beschäftigte sich vor allem mit dem arabischen Altertum, der Geschichte und den Sitten der arabischen Stämme in der vorislamischen Zeit. Über sein Leben ist nur wenig bekannt. Sein Wissen erwarb er bei seinem Vater Muhammad ibn as-Sāʾib al-Kalbī († 763) in seiner Heimatstadt Kufa; später, während des Kalifats von al-Mahdi, zog er nach Bagdad, in das damalige Zentrum islamischer Gelehrsamkeit, wo er seine Lehrtätigkeit entfaltete. Die Sunniten standen ihm als Schiiten feindlich gegenüber; Ahmad ibn Hanbal († 855) urteile über ihn mit folgenden Worten: „Wer tradiert von Hischām? Er ist doch nur Verfasser von Nachtunterhaltungen und Genealogien. Ich denke nicht, daß jemand von ihm überliefern würde.“ In der Umgebung des Kalifen al-Mahdi fand er wiederum allgemeine Anerkennung; einem Bericht von al-Waqidi († 823) zufolge, der bei at-Tabari († 923) erhalten ist, hatte er auf dem Gebiet der mathālib, „der anzüglichen Geschichten, welche die arabischen Stämme voneinander erzählten“, außerordentliche Kenntnisse, wodurch er beim Kalifen zu Ansehen und Vermögen gelangte.
Seine Zeitgenossen und Nachfolger im Gelehrtenleben bezichtigten ihn, wie seinen Vater, der Lüge. Er selbst soll sogar zugegeben haben, in Genealogien die Unwahrheit gesagt zu haben. „Das erste mal habe ich in der Genealogie gelogen als mich Chālid ibn ʿAbd Allāh al-Qasrī über (die Abstammung) seiner Großmutter Umm Kuraiz befragt hat. Ich sagte zu ihm: sie ist Zainab bint ʿArʿara ibn Ǧazīma.... Da freute er sich darüber und beschenkte mich reichlich.“ In Wirklichkeit war sie eine Prostituierte im nordarabischen Stamm der Asad, eine Dienerin (ama) ohne Abstammung, mit dem Namen Zainab.

## Werke
Ibn an-Nadim stellt die Titel seiner Schriften – monographische Abhandlungen über die arabischen Stämme, ihre führenden Persönlichkeiten, Dichter und „Schlachttage“ – auf drei Druckseiten in seinem Fihrist zusammen. Nur wenige dieser Werke sind heute entweder in Handschriftenfragmenten, oder im Druck erhalten.
- Dschamharat an-nasab جمهرة النسب / Ǧamharat an-nasab / ‚Zusammenfassung der Genealogie‘ ist im islamischen Schrifttum das bekannteste genealogische Werk über die arabischen Stämme, das allerdings nicht vollständig erhalten ist. al-Baladhuri hat es in seinem Ansāb al-ašrāf zum größten Teil ausgewertet. Ibn al-Kalbī, der in diesem Werk auch die Arbeiten seines Vaters verarbeitet, gilt als der Begründer der Wissenschaft über die Verwandtschaftsverhältnisse der alten Araber.[7] Das Werk ist vom deutschen Orientalisten Werner Caskel herausgegeben und kommentiert worden.[8] Diese Werkausgabe enthält keinen arabischen Text, sondern 334 genealogische Tafeln als Stammbäume mit rund 35.000 Namen.[9]

Blatt aus dem „Götzenbuch“ mit Randglossen

- Im Kitāb al-Aṣnām كتاب الأصنام / kitābu ʾl-aṣnām / ‚Das Götzenbuch‘ beschreibt Ibn al-Kalbī die altarabischen Gottheiten und die mit ihnen verbundenen Sitten überwiegend nach mündlichen Überlieferungen seiner Zeit. Dieses Werk haben mehrere muslimische Historiker bis in das 13. Jahrhundert hinein ausgewertet, zitiert und in der uns heute vorliegenden Handschrift mit Randglossen versehen. Auszüge daraus – wenn auch nur paraphrasiert – sind in der Folgeliteratur ebenfalls aus dem 12. und 13. Jahrhundert erhalten. Der Geograph und Literaturhistoriker Yaqut († 1229) übertrug den größten Teil des „Götzenbuches“ von Ibn al-Kalbī in sein geographisches Wörterbuch, verteilt auf die einzelnen Götternamen in der alphabetischen Anordnung seines Werkes.

Der deutsche Orientalist Julius Wellhausen hat in seinem heute noch maßgeblichen Werk Reste arabischen Heidentums die von Yaqut nach Ibn al-Kalbī zitierten Angaben zum vorislamischen Götzenkult ausgewertet und damit erstmals eine wertvolle Monographie über die altarabischen Gottheiten der vorislamischen Zeit vorgelegt.
Zu Beginn des 20. Jahrhunderts gelang es dem ägyptischen Forscher Ahmed Zeki Pacha أحمد زكي باشا / Aḥmad Zakī Bāšā, die damals als Unikat eingestufte Handschrift von Ibn al-Kalbīs „Götzenbuch“ in der Privatsammlung eines algerischen Gelehrten zu identifizieren und sie durch Kauf zu erwerben. Die bis dahin unbekannte Handschrift stellte er auf dem Weltkongress der Orientalisten in Athen im Jahre 1912 erstmals der Öffentlichkeit vor. 1914 erschien in einer sorgfältigen Edition die erste Auflage: Ibn el Kalbi: Le livre des idoles (Kitab el Asnam). Der Herausgeber zählt im Anhang zur Edition (S. 107–111) 49 weitere Idole auf, die bei Ibn al-Kalbī nicht erwähnt sind.
Das Götzenbuch stellt eine religionsgeschichtlich wertvolle Quelle dar. In der historisch bedeutsamen Epoche des Übergangs von der Dschahiliya zum Islam im 7. Jahrhundert hat es „bei dem Problem des Religionswechsels ein ganz gewichtiges Wort mitzureden“. Die Darstellungen werden von zahlreichen Gedichten über die Gottheiten begleitet, deren Ursprünge nach dem heutigen Forschungsstand weit in die vorislamische Zeit zurückreichen. Die vom Verfasser überlieferten Gedichte bieten einen sehr guten Einblick in die primitiven „Gebräuche des heidnischen Arabiens, die viele alte, charakteristische Formen dieser Religionsstufe überliefern“.
Eine originalgetreue Neuausgabe als Nachdruck der Edition von Ahmed Zeki Pacha besorgte die Orientalistin Rosa Klinke-Rosenberger mit einer deutschen Übersetzung und einem reichhaltigen Kommentar.
Die englische Übersetzung des Werkes hat N. A. Faris (Princeton 1952) mit wissenschaftlichen Anmerkungen besorgt. W. Atallah hat das Buch ins Französische übersetzt und kommentiert: Les Idoles de Hicham Ibn al-Kalbi, Paris 1969.